# Nottoway megye
Nottoway megye az Amerikai Egyesült Államokban, azon belül Virginia államban található. Megyeszékhelye Nottoway, legnagyobb városa Blackstone. Lakosainak száma 15 642 fő (2020. április 1.). Nottoway megye Amelia, Brunswick, Dinwiddie, Lunenburg és Prince Edward megyékkel határos.

## Népesség
A megye népességének változása:
| Lakosok száma | 15 844 | 15 918 | 15 883 | 15 773 | 15 673 | 15 642 |
|               | 2010   | 2011   | 2012   | 2013   | 2015   | 2020   |